# آوبینیا
آوبینیا (به لاتین: Aubinyà) یک روستا در آندورا با جمعیت ۲۳۸ نفر است که در سنت حولیا ده لوریا واقع شده‌است.